# Miguel Migs
Miguel Migs (cuyo nombre real es Miguel Steward, también conocido por el seudónimo "Petalpusher" o "Petal Pusher") es un DJ Deep house y productor de San Francisco, California.

## Biografía
Migs comenzó su carrera en la música a la edad de 18 años, como un guitarrista principal y compositor para una banda reggae local de Santa Cruz llamada Zion Sound's. La banda se dividió en el mediados de los 90, sin embargo el estilo africano y jamaicano de Zion Sound's se dice ha sido una influencia importante en la carrera personal de Migs. Después de la desintegración de la banda, Miguel Migs se vuelca a explorar la producción de la música electrónica.
Miguel Migs ha producido sobre 100 remezclas hasta la fecha, incluyendo remezclas para un número importante de artistas de corte popular y masivo. Tales artistas incluyen a Britney Spears, Macy Gray y Lionel Richie. Migs se ha asociado a una variedad de sellos de grabación, especialmente Naked Music.
En 1998 Miguel cofundó el sello deep house Transport Recordings, junto a su compañero y DJ MFR y el director del sello Naked Music, Bruno Ybarra. Migs fue acreditado por su trabajo sensitivo e inspirado y se alzó como uno de los pioneros en la escena del renacimiento del house y del chill-out renovado junto a Dimitri from París y a Bob Sinclar. Como resultado su temprana penetración en la escena deep house a finales de los 90 e inicios de 2000’s, desarrolla un sinnúmero de codiciados remixes bajo el seudónimo de Petalpusher. En 2005 fundó Salted Music, un sello de grabación independiente.
A principios de 2008, el álbum Those Things ganó en el 7th Annual Independent Music Awards el premio al mejor álbum Dance/Electrónica.

## Discografía

### DJ Mixes
- 1999: Nude Dimensions 1
- 2001: Nite: Life 03
- 2002: Nude Tempo One (alcanzó #17 en Top Electronic Albums)
- 2003: In The House: West Coast Sessions
- 2003: Southport Weekender
- 2004: Nite: Life 020
- 2004: 24th Street Sounds
- 2005: House of Om Presents: Get Salted, Volume 1 (alcanzó #20 en Top Electronic Albums)
- 2007: Coast2Coast
- 2008: Jack Fridays
- 2009: Get Salted Volume 2

### Álbumes
- 2002: Colorful You (alcanzó #14 on Top Electronic Albums)
- 2007: Those Things (alcanzó #15 on Top Electronic Albums)
- 2008: Those Things Remixed
- 2008: Those Things Deluxe 2 cd
- 2011: "Outside The Skyline"

### EP
- 1998: The Mercury Lounge
- 1999: Future Flight
- 1999: Hardnights (con Marc Jellybear)
- 1999: Summer Spectrum (con DJ Rasoul)
- 1999: The Fog City
- 1999: The Night Affair
- 1999: The Roundtrip
- 1999: True Formula (con DJ Rasoul)
- 1999: Very Chic (con Marc Jellybear)
- 2000: Find What's Mine
- 2000: Inner Excursions
- 2000: Take Me To Paradise
- 2001: Friend Of The Blues (con Jay-J)
- 2001: Mi Destino
- 2001: The Soul Selecta
- 2001: Underwater Sessions
- 2002: Dreaming
- 2002: Dubplate Sessions
- 2004: City Sounds Trilogy